# Ճ
La Ճ, minuscolo ճ, è la diciannovesima lettera dell'alfabeto armeno. Il suo nome è ճե, č̣e (armeno classico e orientale: [tʃɛ], armeno occidentale: [ʤɛ]).
Rappresenta foneticamente:
- in armeno classico e orientale la consonante affricata postalveolare sorda [tʃ][1]
- in armeno occidentale la consonante affricata postalveolare sonora [ʤ]

## Codici
- Unicode:
  - Maiuscola Ճ : U+0543
  - Minuscola ճ : U+0573